# Composición del guion

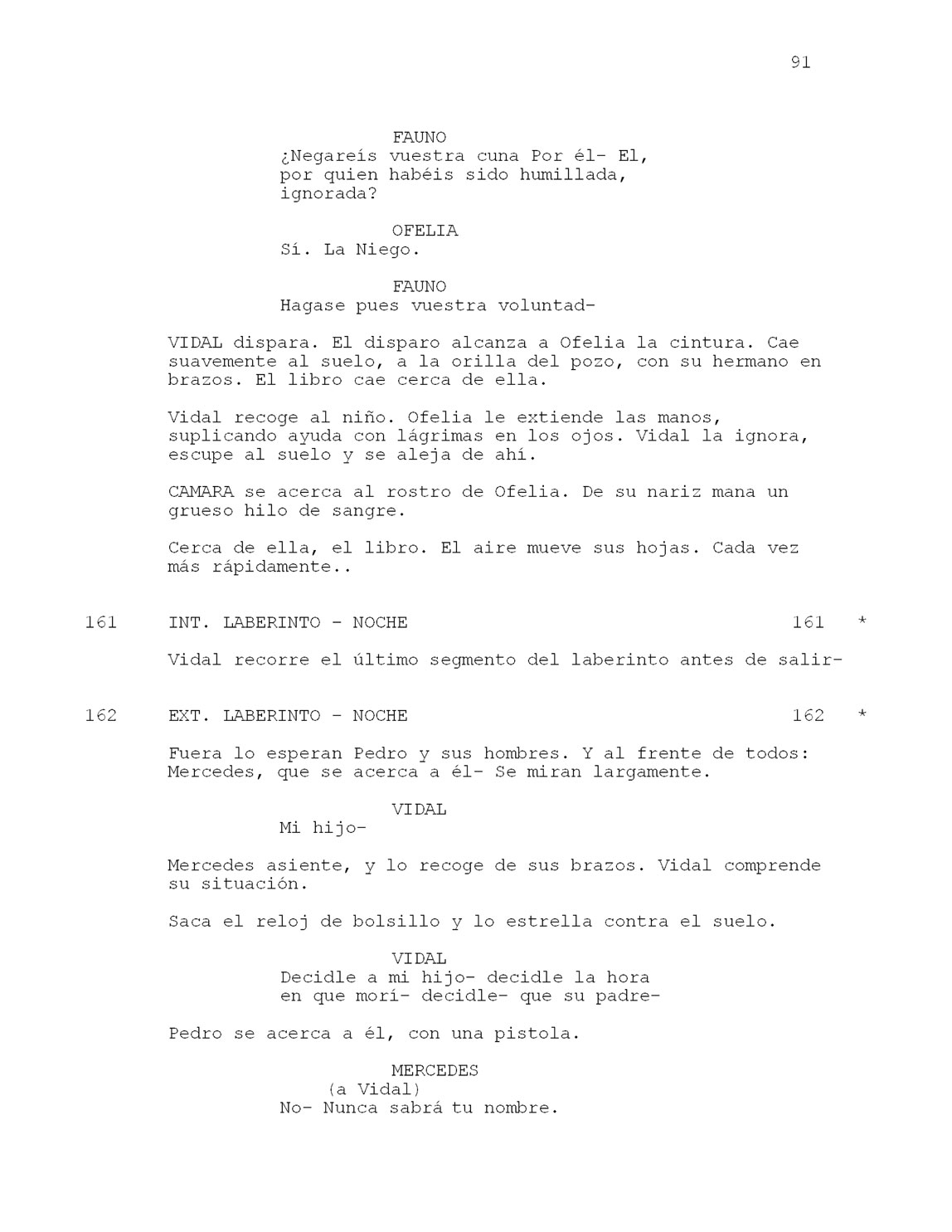
Ejemplo de un guion cinematográfico. Página 91 de El laberinto del fauno.

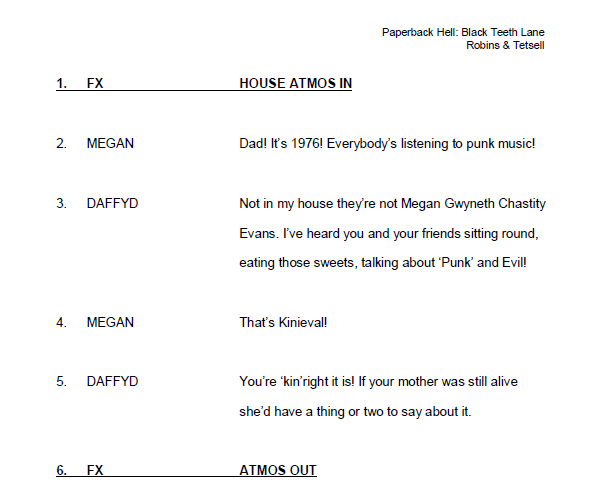
Ejemplo de un guion para la radio

Un guion es un texto en que se expone, incluso con detalles técnicos para su realización, el contenido de una obra de teatro. Posteriormente se aplicó también a los textos para llevar a cabo una película, un programa de radio, de televisión y otros géneros audiovisuales. Puede abarcar tanto los aspectos literarios (por ejemplo el guion cinematográfico, elaborado por el guionista) como los técnicos, el conocido como guion técnico elaborado por el director con acotaciones, escenografía, iluminación, sonido...
Según Syd Field (1994) un guion es una historia contada en imágenes; trata de una persona o personas en un lugar o lugares, haciendo algo. Todos los guiones contienen estos elementos. 
El guion debe contener división por escenas e información sobre acciones y diálogos entre los personajes, descripciones del entorno y otros detalles útiles y necesarios para llevar a cabo la obra al soporte requerido (imagen y sonido, solo imagen y/o solo sonido). Es muy importante la manera en la que esta información es ordenada y construida, pues la clave que diferencia un guion óptimo de uno que no lo es, está en ello.

## Estructura dramática
La estructura dramática es una disposición lineada de incidentes, episodios o acontecimientos relacionados entre sí que conducen a una resolución dramática. Es el orden en el que se presentan los sucesos.

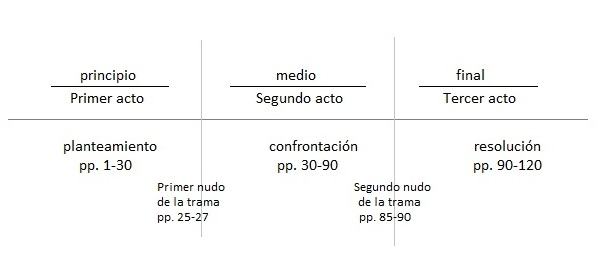
Esquema de la estructura dramática del guion

La manera de utilizar estos elementos estructurales determina la forma del producto. En todos los guiones se encuentra esta estructura lineal básica: principio, medio y fin, independientemente del método utilizado en la narración (flashback,…). Este modelo de guion se conoce como paradigma, y es el fundamento de un buen guion. 
Cada página del guion equivale a un minuto, y un guion para una película tiene como media 120 páginas que equivalen a 2 horas, sin embargo la extensión variará según para qué sea utilizado ese guion (programas de radio, cortos, series de televisión, …). Utilizando el guion para una película como referencia, al primer acto le correspondería ¼ de la extensión del escrito, al segundo acto 2/4 y al tercero ¼. Sin embargo estos serían valores aproximados y no definitivos.

### El principio
Es también conocido como planteamiento ya que es en esta parte donde la historia es presentada. Es la parte en la que el receptor decide consciente o inconscientemente si la película le gusta, lo cual en el cine suelen ser unos diez minutos. 
Por ejemplo en Chinatown en la primera página se revela que Jack Gittes es un detective privado de tres al cuarto. En la quinta aparece una tal Mrs. Mulway que quiere contratarle para averiguar con quien tiene una aventura su marido. Este sería el problema principal del guion y sería lo que empuja la historia hasta su conclusión. 
Al final del primer acto se encuentra el nudo de la trama. Esto es un incidente, un acontecimiento que se adhiere a la historia y le hace tomar otra dirección. 
En Chinatown corresponde a cuando el detective protagonista descubre que no fue la auténtica Mrs. Mulwray quien lo contrató.

### Segundo acto o la confrontación
Es el acto que más importancia tiene en la historia. Se denomina confrontación porque la esencia de cualquier drama es el conflicto. Si en la primera parte se define la necesidad del o de los personajes, es durante este período cuando se crean obstáculos que le impidan satisfacer esa necesidad, y así generar el conflicto. 
Siguiendo con Chinatown, el protagonista se enfrenta a las fuerzas que no quieren que averigüe quien es el asesino de Mulwray. Durante este período Jack tiene que superar los obstáculos que configuran la acción dramática de la historia. 
Aquí también se presenta el nudo de la trama al final del acto, lo cual conduce a la fase final. 
En este momento es cuando Jack encuentra las gafas en la piscina donde Mulwray fue asesinado y sabe que, o pertenecen al fallecido o a su asesino.

### Tercer acto o la resolución del guion teatral
Se trata del final de la historia. Un final con fuerza resuelve la historia y la completa, revelando y haciendo comprensibles los misterios o dudas creados a lo largo de la trama.

## Componentes estructurales

### La matriz creativa

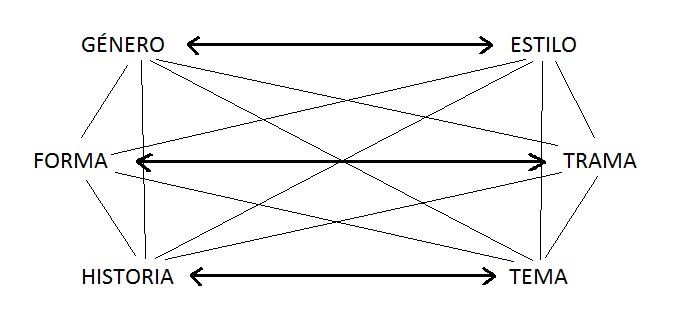
Interacciones de la matriz creativa

Philip Parker menciona en su libro Arte y ciencia del guion el concepto de la matriz creativa; un medio para trabajar y comprender el guion en su totalidad y cuyos componentes son puntos de referencia fundamentales para la escritura de un guion. Según él, las relaciones más importantes son aquellas parejas que se encuentran horizontalmente: la historia y el tema, la forma y la trama y el género y el estilo. Estos emparejamientos se deben al impacto que causan sobre los demás elementos en el guion acabado.
Todos los elementos del guion son importantes y todos deben trabajar juntos para que el resultado final alcance todo su potencial.

#### La historia y el tema
Conforman los fundamentos de cualquier obra con perspectivas de éxito. Cabe la posibilidad de combinarse de un sinfín de maneras (historia, historias temáticas, temas basados en historias, tema). Determinar en qué lugar se sitúa un proyecto concreto es la primera parte para comprender el funcionamiento de un guion. Para ello es importante entender qué son la historia y el tema.

##### Historia
La historia es un patrón reconocido de sucesos que actúan como motivación para los personajes. También son patrones que el público reconoce y que le permiten organizar toda la información inconexa que el guionista presenta ante sus ojos. 
Un personaje sin historia carece de dramatismo y se convierte en una mera presencia narrativa, al igual que una historia sin personajes carece de medios para el establecimiento de un vínculo narrativo, carece de originalidad e interés. 

##### Tema
La pregunta “¿de qué trata realmente?” es la que sitúa mejor frente a la cuestión central de la pieza y contiene la razón por la cual un espectador estará interesado en la narrativa o se verá afectado por ella. Por lo tanto, gracias a la combinación historia-tema hay un marco motivador ilustrado por el desarrollo de los acontecimientos, proporcionado por la historia, y un marco emocional y sistema de valores, proporcionado por el tema.

#### La forma y la trama
La forma es la configuración o fórmula dramática de la narrativa mientras que la trama es la forma en la que la historia y los elementos temáticos se desarrollan dramáticamente dentro de la forma.

##### Formas
Tiene tres componentes que son los que determinan la configuración global de una narrativa: la duración, la estructura y el tiempo. 

###### La duración
Las narrativas pueden durar apenas un momento (como por ejemplo Buono Fortuna que dura siete segundos) o varios años (la telenovela Coronation Street estuvo en antena durante 30 años). Es muy importante tenerlo en cuenta ya que de ello depende el número de historias que pueden tratarse dentro de una narrativa, la profundidad de las inquietudes temáticas, los tipos de personajes posibles y la trama. 

###### La estructura
Las estructuras posibles dentro del marco de las narrativas para la pantalla son cinco: lineal, episódica, temática, asociativa o copulativa y circular. 
- Estructura lineal

Se le llama estructura lineal cuando todos los acontecimientos de una narrativa tienen lugar en orden cronológico. Hay dos tipos de estructuras lineales: en la estructura lineal simple todas las historias discurren en paralelo y en el mismo marco temporal que la historia principal, en la narrativa lineal compleja una historia secundaria se desarrolla en un marco temporal diferente y puede ser muy breve o bien constituir gran parte de la narrativa. 
- Estructura episódica

En este caso la narrativa está formada por un número de episodios discontinuos. Cada episodio puede ser visionado y comprendido independientemente. Esta estructura la encontramos normalmente en la televisión. Aquí también se contemplan dos subdivisiones: en la narrativa episódica simple cada episodio se relata discontinuamente a renglón seguido del anterior, mientras que en la narrativa episódica compleja se encuentran una combinación de historias que se entremezclan. 
- Estructura temática

El compartir un mismo problema, localización, emplazamiento o inquietud dramática es lo que implica a distintos personajes en una serie de incidentes. Con el propósito de desarrollar un tema se emplean personajes e historias muy dispares. Lo más importante de esta estructura es que es el tema quien dirige la estructura dramática, lo cual constituye la razón de la existencia de la narrativa. 
- Estructura asociativa o copulativa

Aquí son una serie de momentos vinculados por medio de elementos comunes, cuyo significado o efecto no reside en la cronología ni en las relaciones episódicas, son los que integran la narrativa.  Es mayormente utilizado en los anuncios, donde se promueve la venta de todo, aunque también se puede apreciar en los cortometrajes El viejo y el mar y Sunsets. 
- Estructura circular

En este caso la narrativa se forma a través de acontecimientos que se repiten. Esta estructura es visible en Groundhog Day o en varios episodios de Road Runner, e incluso en juegos interactivos tales como Super Mario y Doom. 
El hecho de que existan cinco diferentes clasificaciones de estructuras no significa que se utilicen individualmente para la construcción narrativa, sino que también pueden usarse en conjunción unas con otras. Sin embargo siempre existe una predominante mientras que las demás se encargan de agregar variedad a esta. Por ejemplo, Pulp Fiction presenta una narrativa episódica con eventos circulares que añaden un principio y un final.

###### El tiempo
Está dividido en cuatro tipos de tiempos diferentes: el tiempo real, el tiempo en pantalla, el tiempo emocional y el tiempo narrativo. 
- El tiempo real

Es el tiempo que se requeriría para llevar a cabo los acontecimientos en la vida real. En esta parte la experiencia de la vida juega un papel importante a la hora de dar credibilidad. 
- El tiempo en pantalla

El tiempo en pantalla se corresponde a la duración de la propia narrativa. 
- El tiempo emocional

Este es revelado por la duración de la toma, el ángulo de la misma o la yuxtaposición de las tomas. 
- El tiempo narrativo

Se trata de nuestra capacidad para rememorar los diferentes elementos narrativos y utilizarlos en la evaluación de una narrativa.

##### La trama
La trama se corresponde a la pregunta: “¿Cuál es la manera más interesante de contar la historia, o explorar este tema, dentro de una narrativa?”. Es un medio utilizado en la narrativa para suscitar el interés en público y conseguir la implicación de este con la misma. 
Aunque no está diferenciada en subgrupos como la forma, está fuertemente influida por el género. Su fuerza y estructura consiste en provocar preguntas en la mente del espectador que generaran intriga en este y lo conectaran a la narrativa mientras busca las respuestas.  Ejemplos: “¿Se enamorarán los protagonistas?, ¿cuál es el elemento que falta en el rompecabezas?, ¿quién será el vencedor?”.

#### El género y el estilo

##### El género
Los géneros son conjuntos de patrones, combinaciones de elementos narrativos que los guionistas y el público reconocen y utilizan para interpretar un trabajo concebido para pantalla, radio, etc. 
Con el paso de los años los géneros pueden sufrir variaciones y la dificultad de la identificación de estos se halla en la flexibilidad de los elementos narrativos, además de que los géneros comparten elementos. Sobre la clasificación de géneros, es bastante variada y existen discrepancias. La presentada a continuación es la que Robert McKee muestra en su libro El guion: Sustancia, estructura, estilo y principios de la escritura de guiones. 
- Historia de amor
- Película de terror
- Épica moderna
- Película de vaqueros
- Género bélico
- Trama de la madurez
- Trama de redención
- Trama punitiva
- Trama de pruebas
- Trama educativa
- Trama de desilusión

Dentro de los cuales se podrían crear estos subgéneros: 
- Comedia
- Policíaca
- Drama
- Social
- Acción/Aventura

Dentro de los cuales podríamos encontrar más subgéneros y combinaciones cuyos resultados serían: 
- Drama histórico
- Biografía
- Docudrama
- Falso documental
- Musical
- Ciencia Ficción
- Género deportivo
- Fantasía
- Infantil
- Películas de arte y ensayo

##### El estilo
Suele confundirse con el estilo de un escritor, es decir, la forma de utilizar las palabras en un escrito. El estilo es un conjunto de métodos narrativos que al usarse en conjunto, unifican elementos dispares de la narrativa y vinculan al público. 
Por ejemplo, en una adaptación de Romeo y Julieta que tuviera un toque original sería importante el enfoque dado por el escritor, al igual que los personajes y los escenarios juegan un papel esencial en las películas La guerra de las galaxias y Doctor Zhivago, y un guion sobre la vida de una persona corriente necesitaría de un enfoque cómico o irónico para suscitar el interés.  
Para lograr esto el estilo cuenta con estas herramientas: 
- La localización
- La caracterización
- El diálogo
- El equilibrio entre el diálogo y la acción
- La edición o el montaje
- El punto de vista
- El color
- El sonido
- Los efectos especiales

## Componentes físicos

### El entorno
El entorno es todo aquello que rodea al personaje: los rasgos históricos, locales o sociales del medio en que ocurre la acción. Puede ser desde un olor, la temperatura o el aspecto de una fachada hasta la familia o el año en el que vive el personaje. Todo este conjunto ayuda al receptor a comprender dónde y cómo está el sujeto para poder comprender su situación social, geográfica, temporal e incluso emocional.

### Los personajes
Un personaje es cada uno de los seres humanos, sobrenaturales, simbólicos, etc., que intervienen en una obra literaria, teatral o cinematográfica. ¿Puede haber guion sin personaje? El personaje es el fundamento básico del guion. Es gracias al cual la historia toma forma y se desarrolla; lo que ocurre, en el momento que ocurre y cómo sucede está directamente relacionado con los personajes, es por ellos que la narración tiene sentido. 

## Metodología
A la hora de escribir un guion son dos los métodos o desarrollos que se siguen: la escritura directa del guion desde una idea propia o ajena y la adaptación de un libro u otro posible soporte a guion. En ambos casos el resultado debe ser un guion original, pues un guion adaptado no se trata de una novela o un teatro filmado o grabado, sino que se transforma, se escribe un guion basado en otro material. 